# Graf-Zeppelin-Brunnen
Der Graf-Zeppelin-Brunnen – alternativ Zeppelinbrunnen genannt – ist ein Brunnen in der Ortsgemeinde Nothweiler.

## Lage
Der Brunnen befindet sich innerhalb der Ortsmitte am Kirchplatz. Unmittelbar nördlich verläuft die örtliche Hauptstraße, die mit der Kreisstraße 46 identisch ist. In unmittelbarer Nachbarschaft stehen südlich das Gemeindehaus und östlich ein denkmalgeschütztes Fachwerkhaus. Etwas weiter südöstlich steht die örtliche evangelische Kirche.

## Geschichte
Ferdinand Graf von Zeppelin wurde zusammen mit elf weiteren Personen am 25. Juli 1870 im Zuge des Deutsch-Französischen Krieges zu einer Aufklärungspatrouille ins französische Elsass kommandiert, die die Truppenstärke des Gegners erkunden sollte. Im Zuge dessen wurde er zunächst von französischen Truppen gefangen genommen, konnte sich jedoch befreien und erreichte bei Hirschthal pfälzischen Boden. Von dort aus zog er über den Bereich der Wegelnburg nach Nothweiler weiter. 
Ein Dorfbewohner half ihm dabei, dessen Pferd an besagtem Brunnen zu tränken, wodurch der Brunnen seither den entsprechenden Namen besitzt.
Der Deutsche Kavallerieverband stellte im Juli 2021 diese historische Begebenheit vor Ort nach.

## Tourismus
Am Brunnen führen der mit einem grünen Balken markierte Saar-Rhein-Weg vorbei sowie die Touren 14 und 15 des Mountainbikepark Pfälzerwald.